# Euchorthippus madeirae
Euchorthippus madeirae är en insektsart som beskrevs av Boris Petrovich Uvarov 1935. Euchorthippus madeirae ingår i släktet Euchorthippus och familjen gräshoppor. Inga underarter finns listade i Catalogue of Life.